# Hymenophor
Das Hymenophor ist ein Teil des Fruchtkörpers (bei Agaricomycotina) beziehungsweise des Fruchtlagers (bei Ustilaginomycotina, Pucciniomycotina) der Ständerpilze (Basidiomycota), mit Ausnahme der Bauchpilze (Gasteromycetes), deren Basidiosporen im Inneren des Fruchtkörpers gebildet werden. Schlauchpilze (Ascomycota) besitzen ebenfalls kein Hymenophor. Das Hymenophor kann beispielsweise in Form von Lamellen, Röhren, Poren, Leisten oder Stacheln ausgebildet sein; es ist Träger des Hymeniums.
Das Hymenophor besteht aus einem Scheingewebe (Plectenchym). Ein ausgebildetes Hymenophor dient zur Oberflächenvergrößerung des Hymeniums, was die Produktion einer höheren Anzahl von Sporen ermöglicht und so die Fortpflanzungschancen des Pilzes erhöht. Ein Hymenophor kann jedoch auch fehlen, wenn die Basidien direkt an der Oberfläche gebildet werden, wie beispielsweise bei der Familie der Keulchenverwandten (Clavariaceae). Oft wird diese Form auch als glattes Hymenophor bezeichnet.
Bis ins 20. Jahrhundert diente die grundlegende Struktur des Hymenophors zur Systematisierung der Pilze. Allerdings stellte sich heraus, dass diese nicht zwingend mit der evolutionären Entwicklung zusammenhängt und somit keine Verwandtschaftsverhältnisse widerspiegeln muss. Diese zeichnen sich eher im Aufbau des Fleisches des Hymenophors (Hymenophoraltrama) ab.

## Bezeichnungen für die unterschiedliche Ausprägung des Hymenophors
poroidDas Hymenophor hat deutliche Poren, deren Rand steril ist.
raduloidDas Hymenophor ist zähnchenförmig ausgebildet.
phleboidDas Hymenophor besteht aus Falten, die nicht oder kaum vernetzt sind.
irpicoidDas Hymenophor hat breite, flache, mehr oder weniger verwachsene Auswüchse.
merulioidDas Hymenium ist faltig-poroid oder faltig-grubig, die Ränder der Poren sind fertil.
hydnoidDas Hymenophor besteht aus schlanken Stacheln, die meist länger als 1 mm sind.
odontioidDas Hymenophor besteht aus an der Spitze oft gewimperten, selten länger als 0,5 mm langen Stacheln.

Ausprägungen des Hymenophors
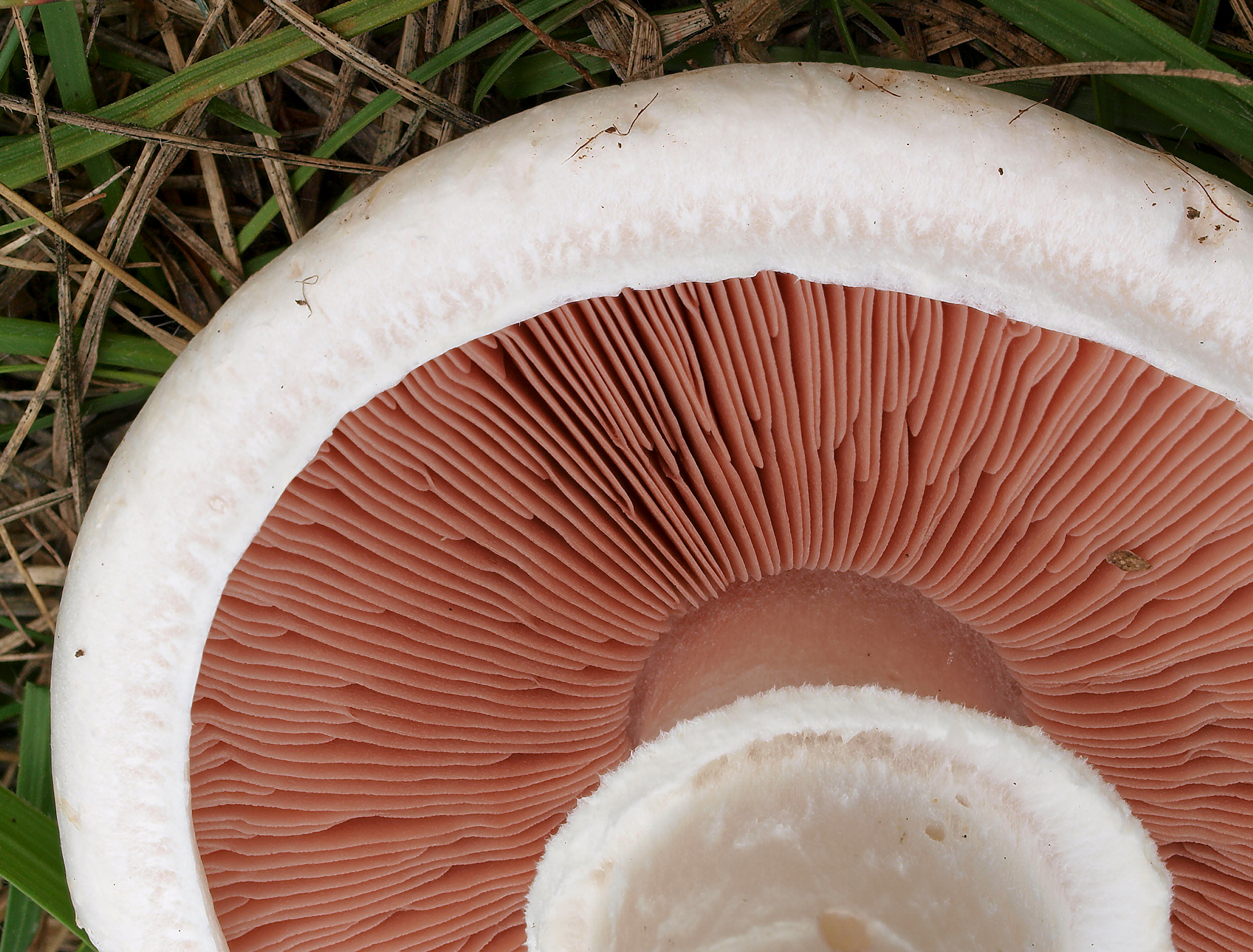
Dicht gedrängte Lamellen des Wiesen-Champignons (Agaricus campestris)
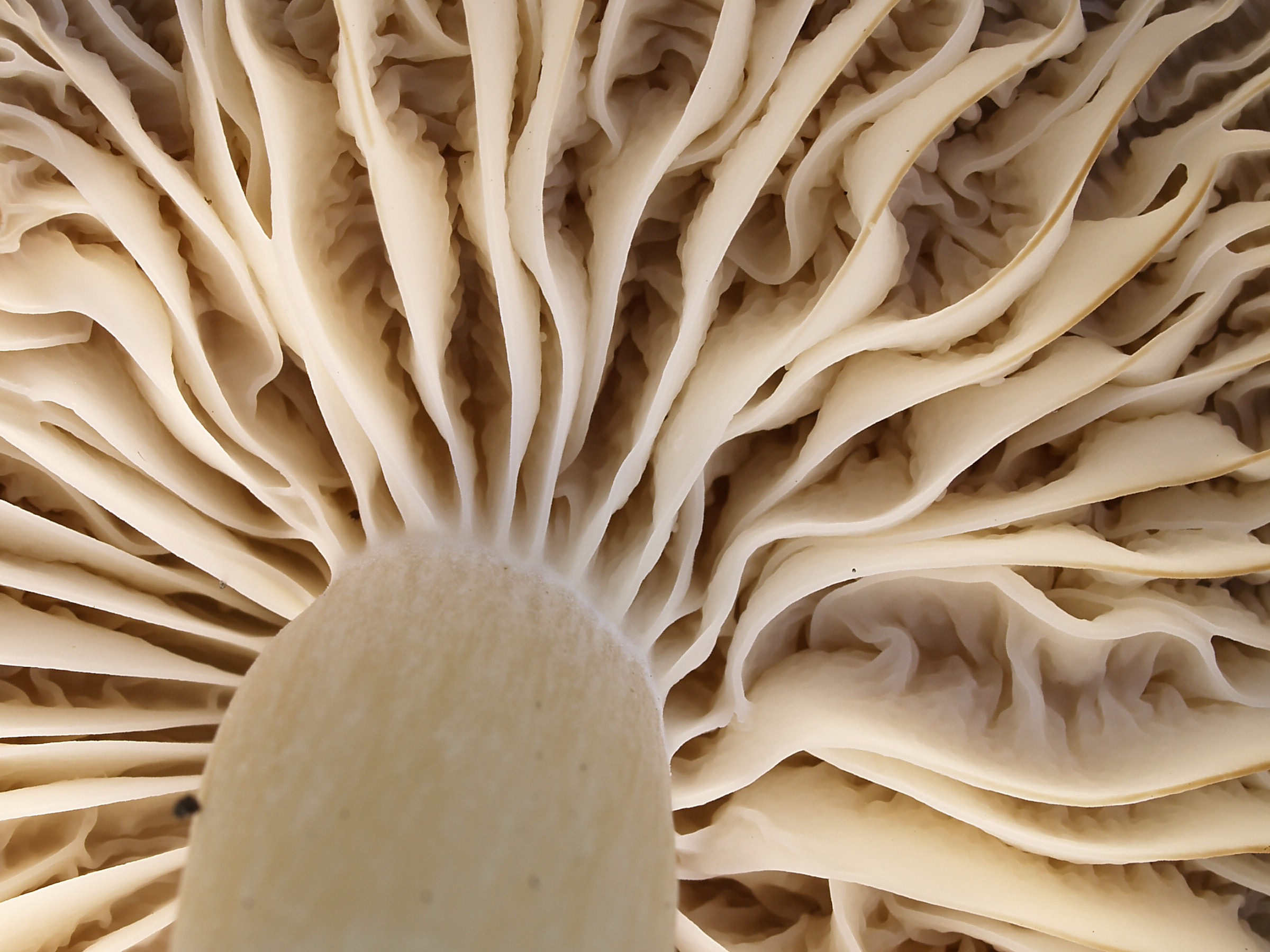
Stark querverbundene Lamellen des Dattelbraunen Ellerlings (Cuphophyllus colemannianus)
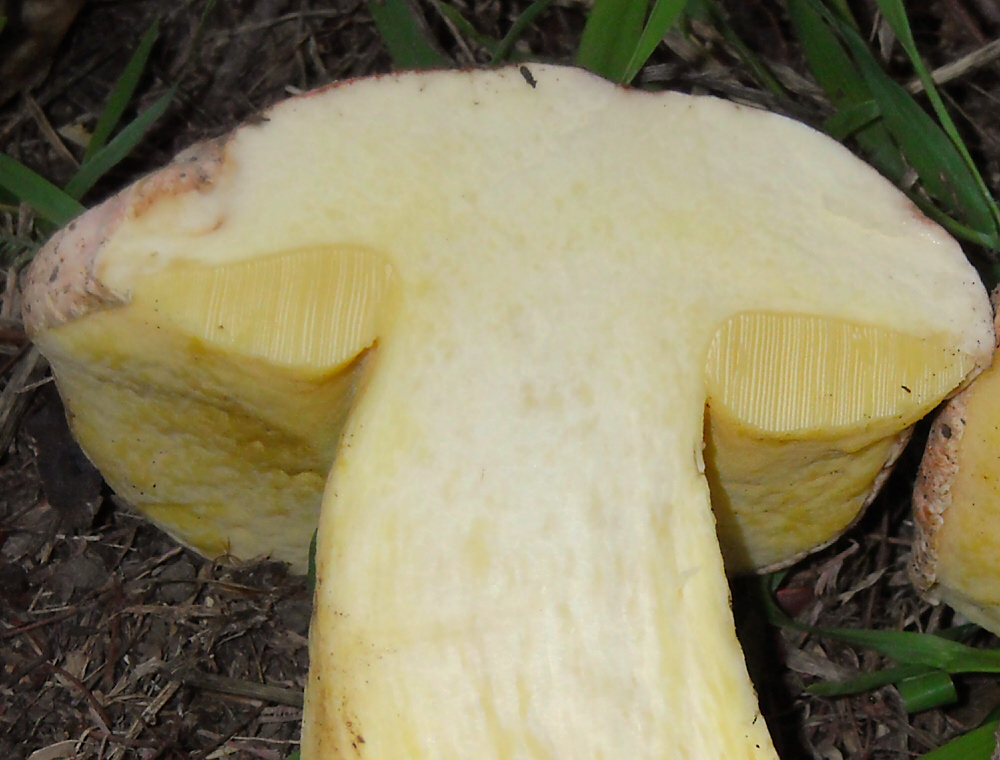
Gelbe Röhrenschicht des Königs-Röhrlings (Boletus regius)
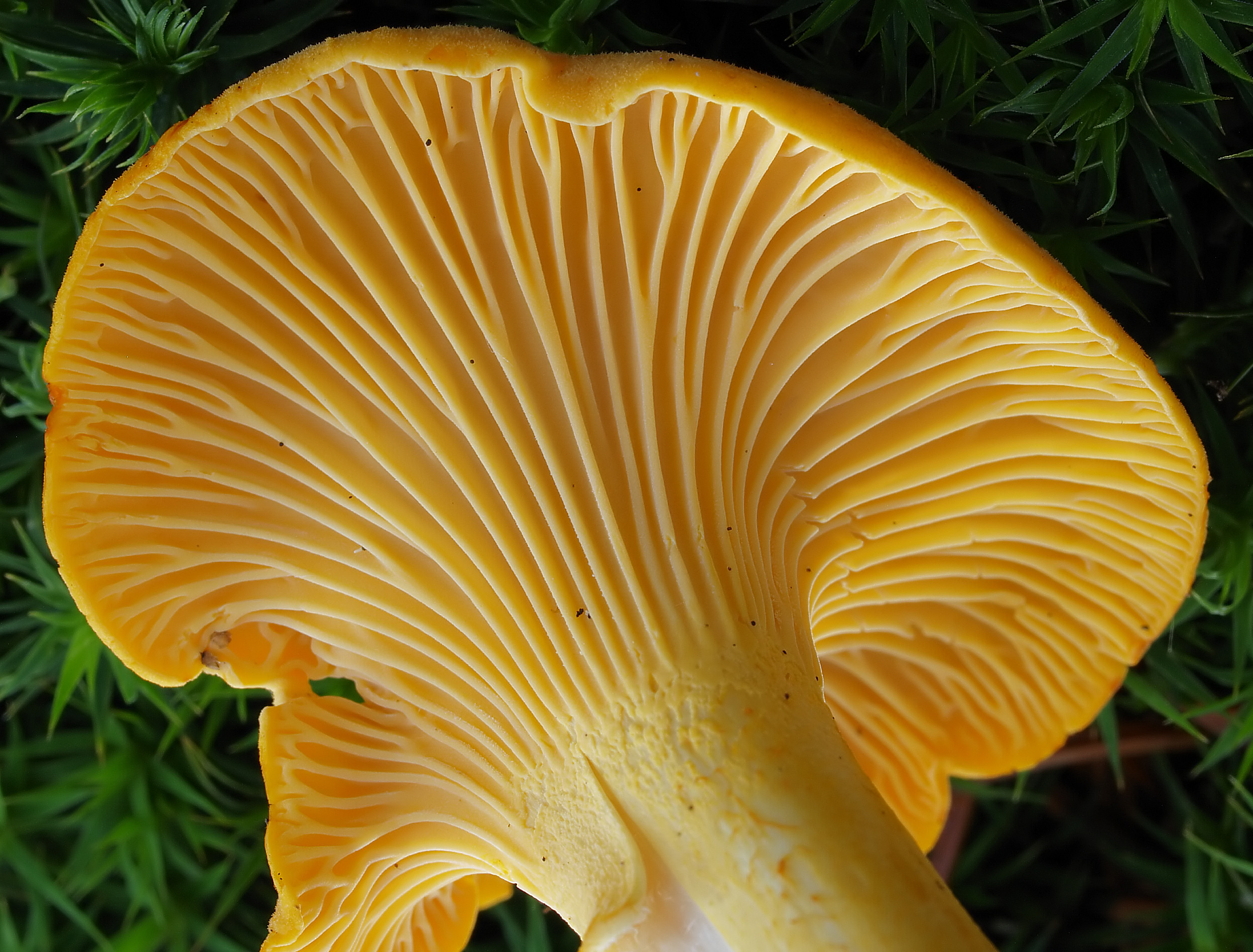
Leisten des Echten Pfifferlings (Cantharellus cibarius)
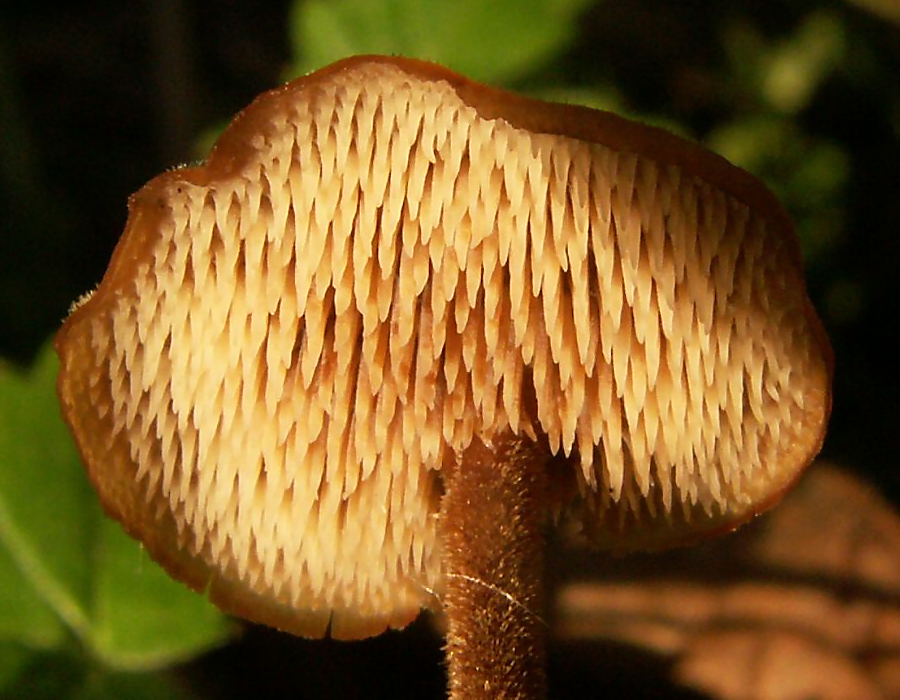
Stacheln des Ohrlöffelstachelings (Auriscalpium vulgare)